# National Hockey League 1929/1930

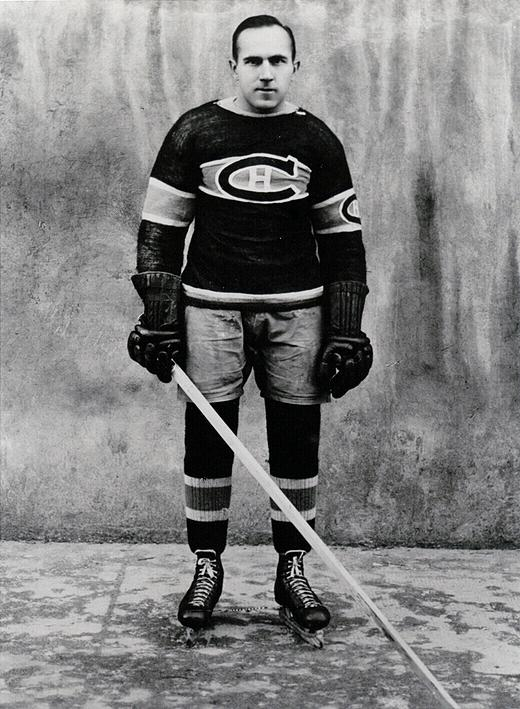
Montreal Canadiens Howie Morenz säsongen 1929–30.

National Hockey League 1929/1930 var den trettonde säsongen av NHL. 10 lag spelade 44 matcher var i grundserien innan spelet om Stanley Cup inleddes den 20 mars 1930. Stanley Cup vanns av Montreal Canadiens som tog sin tredje titel efter finalseger mot Boston Bruins med 2-0 i matcher.
Pittsburgh Pirates spelade sin sista säsong innan laget flyttade till Philadelphia och bytte namn till Philadelphia Quakers.
För första gången gjordes det över 1000 under grundserien och samtliga tio lag gjorde över 100 mål.
Boston Bruins vann den här säsongen 20 raka matcher på hemmaplan, ett rekord som Philadelphia Flyers tangerade säsongen 1975–76. Det skulle inte bli slaget förrän den 14 februari 2012 då Detroit Red Wings vann sin 21:a raka match hemma i Joe Louis Arena säsongen 2011–12 .

## Grundserien

### Canadian Division
| Nr | Lag                 | S  | V  | O | F  | GM  | IM  | MS  | P  |
| -- | ------------------- | -- | -- | - | -- | --- | --- | --- | -- |
| 1  | Montreal Maroons    | 44 | 23 | 5 | 16 | 141 | 114 | +27 | 51 |
| 2  | Montreal Canadiens  | 44 | 21 | 9 | 14 | 142 | 114 | +28 | 51 |
| 3  | Ottawa Senators     | 44 | 21 | 8 | 15 | 138 | 118 | +20 | 50 |
| 4  | Toronto Maple Leafs | 44 | 17 | 6 | 21 | 116 | 124 | −8  | 40 |
| 5  | New York Americans  | 44 | 14 | 5 | 25 | 113 | 161 | −48 | 33 |

### American Division
| Nr | Lag                 | S  | V  | O  | F  | GM  | IM  | MS  | P  |
| -- | ------------------- | -- | -- | -- | -- | --- | --- | --- | -- |
| 1  | Boston Bruins       | 44 | 38 | 1  | 5  | 179 | 98  | +81 | 77 |
| 2  | Chicago Black Hawks | 44 | 21 | 5  | 18 | 117 | 111 | +6  | 47 |
| 3  | New York Rangers    | 44 | 17 | 10 | 17 | 136 | 143 | −7  | 44 |
| 4  | Detroit Cougars     | 44 | 14 | 6  | 24 | 117 | 133 | −16 | 34 |
| 5  | Pittsburgh Pirates  | 44 | 5  | 3  | 36 | 102 | 185 | −83 | 13 |

## Poängligan 1929/1930
Not: SM = Spelade matcher, M = Mål, A = Assists, P = Poäng
| Spelare                | Lag                | SM | M  | A  | P  |
| ---------------------- | ------------------ | -- | -- | -- | -- |
| Ralph "Cooney" Weiland | Boston Bruins      | 44 | 43 | 30 | 73 |
| Frank Boucher          | New York Rangers   | 42 | 26 | 36 | 62 |
| Dit Clapper            | Boston Bruins      | 44 | 41 | 20 | 61 |
| Bill Cook              | New York Rangers   | 44 | 29 | 30 | 59 |
| Hec Kilrea             | Ottawa Senators    | 44 | 36 | 22 | 58 |
| Nels Stewart           | Montreal Maroons   | 44 | 39 | 16 | 55 |
| Howie Morenz           | Montreal Canadiens | 44 | 40 | 10 | 50 |
| Norman Himes           | New York Americans | 44 | 22 | 28 | 50 |
| Joe Lamb               | Ottawa Senators    | 44 | 29 | 20 | 49 |
| Dutch Gainor           | Boston Bruins      | 43 | 18 | 31 | 49 |

## Slutspelet 1930
Sex lag gjorde upp om Stanley Cup-pokalen. De båda ettorna i serierna spelade semifinal mot varandra om en finalplats i bäst av fem matcher. 
Tvåorna och treorna spelade kvartsfinaler i bäst av två matcher där det lag som gjort flest mål gick till semifinal. Vinnarna spelade mot varandra i en semifinalserie i bäst av tre matcher. Finalserien spelades också i bäst av tre matcher.

### Kvartsfinal
Ottawa Senators vs. New York Rangers
New York Rangers vann serien med 6-3 i målskillnad.
Montreal Canadiens vs. Chicago Black Hawks
Montreal Canadiens vann serien med 3-2 i målskillnad.

### Semifinal
Boston Bruins vs. Montreal Maroons
Boston Bruins vann semifinalserien med 3-1 i matcher.
Montreal Canadiens vs. New York Rangers
Montreal Canadiens vann semifinalserien med 2-0 i matcher.

## Stanley Cup-final
Boston Bruins vs. Montreal Canadiens
Montreal Canadiens vann finalserien med 2-0 i matcher

## NHL Awards
| 1929–30 NHL Awards      | 1929–30 NHL Awards              |
| ----------------------- | ------------------------------- |
| O'Brien Trophy:         | Montreal Maroons                |
| Prince of Wales Trophy: | Boston Bruins                   |
| Hart Memorial Trophy:   | Nels Stewart, Montreal Maroons  |
| Lady Byng Trophy:       | Frank Boucher, New York Rangers |
| Vezina Trophy:          | Tiny Thompson, Boston Bruins    |